# Paulus Kal
Pour les articles homonymes, voir Kal.
Paulus Kal était un maître escrimeur et condottiere allemand du XVe siècle, il a servi Louis IX de Bavière. En 1450, il écrit un traité de combat décrivant l'art de l'escrime (Cgm 1507, 95 folia). Le livre se divise selon les différentes armes, combat à cheval, à l'épée,avec épée et bouclier , lutte aux couteaux, à la dague, sans arme. Un livre est étrange il s’appelle "Duel d'un homme et d'une femme" on ignore sa signification. L'art du combat de Paul Kal n'est pas délicat il s'agit de techniques pour l'usage de la guerre. 

## La société de Liechtenaeur (Gesellschaft Liechtenauers)
Dans le milieu du XVe siècle, il était prestigieux pour un maître d'arme de se déclarer de la tradition de Johannes Liechtenauer. Paulus Kal (Cgm 1507, 1460) donne la liste de 17 maîtres d'armes, dont lui-même, appartenant à la "société de Liechtenauer" (Gesellschaft Liechtenauers).
- Peter Wildigans von Glacz
- Peter von Tanczk (Danzig)
- Hanns Spindler von Cznaym (Znojmo)
- Lamprecht von Prag
- Hanns Seydenfaden von Erfurt
- Andre Liegniczer
- Iacob Liegniczer, frère de Andreas
- Sigmund Amring (Ringeck?)
- Hartman von Nurenberg
- Martein Hunczfeld
- Hanns Pägmitzer
- Phylips Perger
- Virgily von Kracau
- Dietherich Degenvechter von Braunschweig
- Ott le juif, maître de lutte autrichien
- Stettner, le propre maître d'arme de Paulus Kal